# Plexiphones
Plexiphones ist eine deutsche Alternative-Pop-Band aus Viersen und Mönchengladbach, die beim deutschen Musiklabel ZYX Music unter Vertrag steht.

## Geschichte

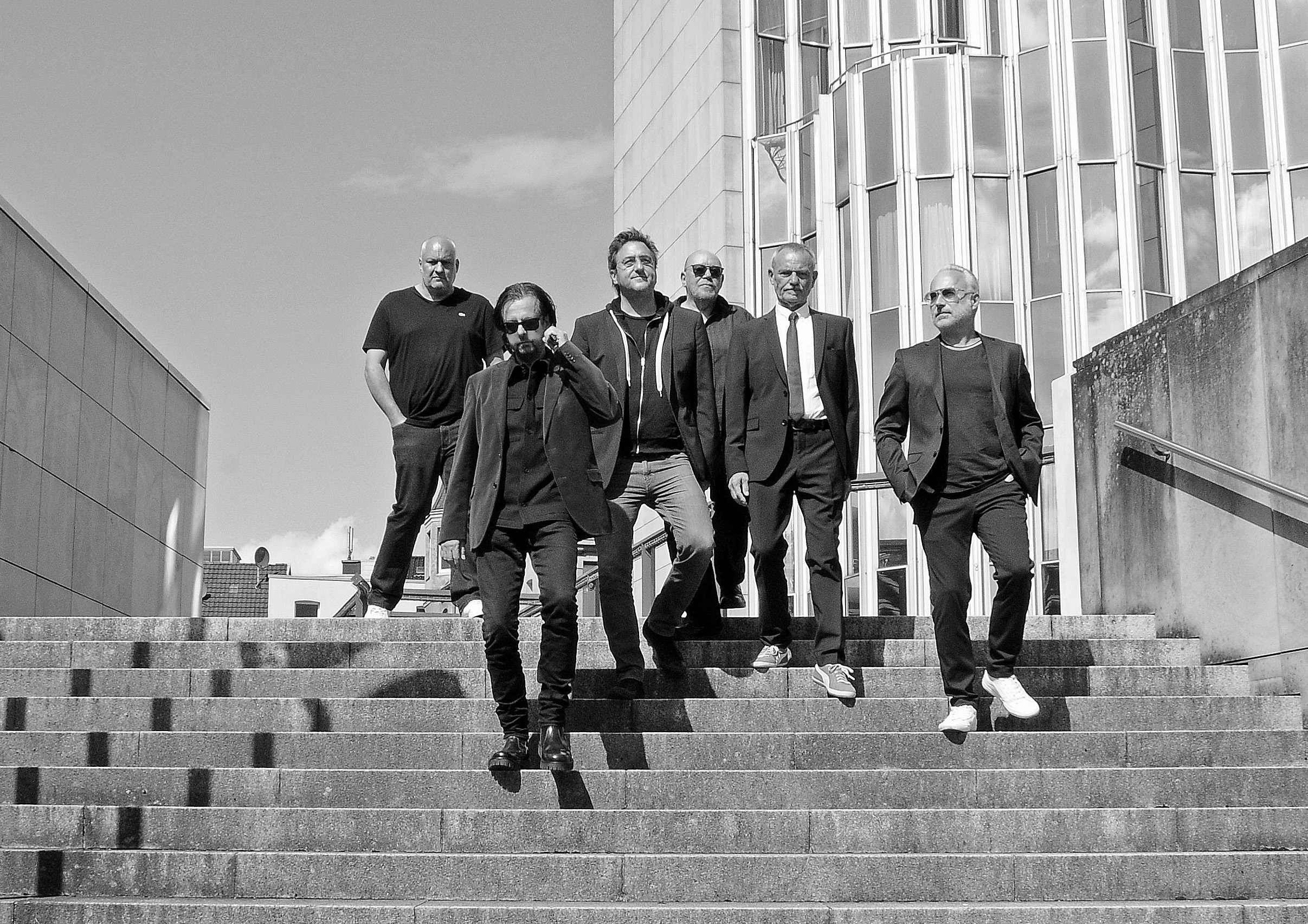
Band-Foto aus 2023 auf den Stufen des Museums Abteiberg in Mönchengladbach.

Am 8. Oktober 2005 fand im Proberaum der Dead Guitars mit deren Gitarristen Pete Brough eine 7-stündige Jam-Session in Viersen-Dülken statt, welche zur Gründung der Plexiphones führte. Gründungsmitglieder sind Patrick Schmitz, Michael von Hehl, Achim Wehrmann und Wolfgang Kemmerling. Hinzu kam als fünftes Bandmitglied Frank Mevissen, der an mehreren Sessions mit unterschiedlichen Musikern beteiligt war und im November 2005 fest in die Band einstieg. Erster Gitarrist war Enzo Faller, der im Juli 2006 von Christoph Brandenburg abgelöst wurde.
Das erste Konzert der Plexiphones fand statt am 6. Oktober 2006 in der Stadthalle Erkelenz als Vorgruppe der in Deutschland und vor allem in den Niederlanden bekannten Coverband Monte Video. Die Plexiphones gehörten mit Bands wie Waltari und Volbeat 2007 zum Line-up des Eier-mit-Speck-Festivals in Viersen. Gemeinsam mit dem Produzententeam Kurt Schmidt (Wallenstein, Twelve Drummers Drumming, Dead Guitars) und Peter Körfer entstand 2011 das Debütalbum News from the Colonies.
Am 5. Februar 2011 spielten sie im hessischen Wetzlar zusammen mit der Londoner Band Ruff As Stone, die aus dem Gitarristen Tom E Morrison (Bliss), dem Schlagzeuger Tobias Künzel (Die Prinzen) und dem Sänger Austin Howard (Ellis, Beggs & Howard) gehören. Am 7. August 2011 spielte die Band beim Horst-Festival am Platz der Republik in Mönchengladbach auf. Am Schlagzeug saß bei diesem Open-Air-Gig Charly T. Terstappen, der unter anderem viele Jahre bei Marius Müller-Westernhagen trommelte.
Im November 2012 veröffentlichte das Londoner Label Big Sky Song Records die Remix-EP The London Tapes weltweit. Die EP enthält vier Songs vom Album News from the Colonies, die zum Teil neu produziert wurden und vom britischen Toningenieur Andrew Jackson gemastert wurden. Jackson war schon für Pink Floyd/David Gilmour aktiv. Am 2. November 2012 stellten die Plexiphones im Londoner Liveclub The Music Palace in Crouch End die Remix-EP ihrem englischen Publikum vor.
Ebenfalls im November 2012 brachte das Berliner Dance-Label Flicker Rhythm drei House-Versionen des Plexiphones-Songs Plastic Love („The Electric Remixes“) heraus. Die Remixes wurden von folgenden DJs produziert und gemischt: Chris Robin & Saalbach, Gian Luca De Gennaro und Willi Schuhmacher. Das deutsche Modelabel s.Oliver wählte den Plexiphones-Song Hideaway für seine Hit-Compilation Celebrate aus und veröffentlichte den Sampler im Dezember 2012.
Am 1. Januar 2013 wurde ein Radiointerview mit dem Plexiphones-Sänger Wolfgang Kemmerling beim Londoner Sender LGR 103.3 FM im Rahmen der Catch Kat’s Live Radio Show Young & Connected - Scandalous! gesendet. Im April 2014 standen weitere Konzerte zusammen mit der britischen 80er-Jahre-Band Blue Zoo in London (O2 Academy Islington) und in Oxford (The Art Bar/Bullingdon) auf dem Programm.
Zusammen mit Sash! veröffentlichten die Plexiphones 2014 den Song Can’t Change You, der am 24. März 2014 auf Platz 59 in die deutsche DJ-Playlist-Charts einstieg.
Die Video-Doku Plexiphones live at the Water Rats zeigt die Band bei ihrer Konzertreise nach London in 2014 und ihrem Auftritt im Music Club The Water Rats. Am 27. Juni 2015 spielten die Plexiphones im Vorprogramm der amerikanischen Band ZZ Top bei ihrem Konzert im KönigPalast in Krefeld.
2016 veröffentlichte die Band ihr zweites Album Electric auf Big Sky Song Records / Echozone, das den Einstieg in die Deutsche Independent Charts schafft und sich in den Top 10 platziert.
Im August 2017 traten die Plexiphones im Rahmen der Veranstaltungsreihe Sommer Musik als Vorgruppe von Alphaville auf.
2019 erschien ihr Album Break in the Clouds über das Label Echozone.
Die ausgekoppelte Single Breathing erreichte in der 40. Kalenderwoche 2021 Platz 1 der Deutschen Alternative Charts (DAC). Produziert wurden Album und Single von Kurt Schmidt und Hilton Theissen.
Am 5. April 2023 spielten die Plexiphones zusammen mit der britischen Synthie-Pop-Band Heaven 17 in der RedBox in Mönchengladbach.
Das 4. Studio-Album erschien am 20. Oktober 2023 beim deutschen Indie-Label ZYX Music. Es heißt Bucket List und entstand während der Corona-Pandemie unter für die Band besonderen Umständen. Entgegen der sonst praktizieren Vorgehensweise, Songs ausschließlich in Jam-Sessions entstehen zu lassen und erst kurz vor den Studio-Aufnahmen zu arrangieren, entschied man sich diesmal, in kleineren Teams zu komponieren und die Songs im Home Recording vorzuproduzieren. Erst später wurden dann alle Spuren im Studio vom Produzenten-Team Hilton Theissen und Kurt Schmidt zusammengetragen, anschließend Gesang und Schlagzeug on top aufgenommen, abgemischt und gemastert.
Das Album Bucket List erreichte kurz nach seiner Veröffentlichung in KW45 Platz 3 in den Deutschen Alternative Charts (DAC). Beide Vorab-Singles In The Unreal und As The World Turns (Russian Sun), eine Cover Version der deutschen Band Twelve Drummers Drumming (12DD) aus dem Jahre 1988, platzierten sich ebenfalls in den DAC.
Beim 1. BOBfest von Radio Bob am 20. Juli 2024 im Mönchengladbacher SparkassenPark gehörten die Plexiphones neben Fury in the Slaughterhouse, Takida, The Subways, Deine Cousine und Mando Diao zum Line-up des Festivals.
Zum 20-jährigen Band-Jubiläum produzierten die Plexiphones zusammen mit dem Produzenten-Team Tom E Morrison, Gitarrist der britischen Band Bliss, und Kurt Schmidt, Gründungsmitglied von Twelve Drummers Drumming, ein Remake von Human, ein Hit der britischen Synthpop Band The Human League aus dem Jahre 1986. Veröffentlicht wurde er als Single bei ZYX Music.
Am 10. Mai 2025 spielten die Plexiphones ihr Jubiläumskonzert im Mönchengladbacher Music Club Messajero.
Im Rahmen ihrer „Seasons World Tour“ griffen Thirty Seconds To Mars auf Plexiphones als Support-Act für ihre 3 Deutschland-Konzerte zurück. Vom 27. bis 29. Juni 2025 begleiteten die Plexiphones die amerikanische Alternative-Rock-Band um Frontmann und Schauspieler Jared Leto in Halle (Saale), Freilichtbühne Peißnitz, auf der Freilichtbühne Loreley und im SparkassenPark in Mönchengladbach.

## Diskografie

### Alben
- 2011: News from the Colonies (Eigenproduktion)
- 2016: Electric (Big Sky Song Records)
- 2019: Break in the Clouds (Echozone)
- 2023: Bucket List (ZYX Music)

### Singles und EPs
- 2012: The London Tapes (EP, Big Sky Song Records)[3]
- 2012: The Electric Remixes (EP, Flicker Rhythm)
- 2014: Can’t Change you mit DJ Sash! (Single, Tokapi Recordings TR 047)
- 2018: The Power of Faith (Single, Echozone)
- 2019: Apocalypse (Single, Echozone)
- 2020: Fail In Love (Single, Echozone)
- 2021: Breathing (Club Edition, Echozone)
- 2023: In The Unreal (Single, ZYX Music)
- 2023: As The World Turns (Russian Sun) (Single, ZYX Music)
- 2024: LGBTQ (Single, ZYX Music)
- 2024: I'll Let You Go Insane mit DJ Maurice Da Vido (Single, ZYX Music)
- 2024: Your Love (Zoodrake Remix) (Single, ZYX Music)
- 2025: Human (Cover, Original: The Human League) (Single, ZYX Music)